# Златоопашата козинеста маймуна
Златоопашатата козинеста маймуна (Lagothrix lagotricha) е вид бозайник от семейство Паякообразни маймуни (Atelidae). Видът е световно застрашен, със статут Уязвим.

## Разпространение и местообитание
Разпространен е в Бразилия, Еквадор, Колумбия и Перу.